# Zeughaus

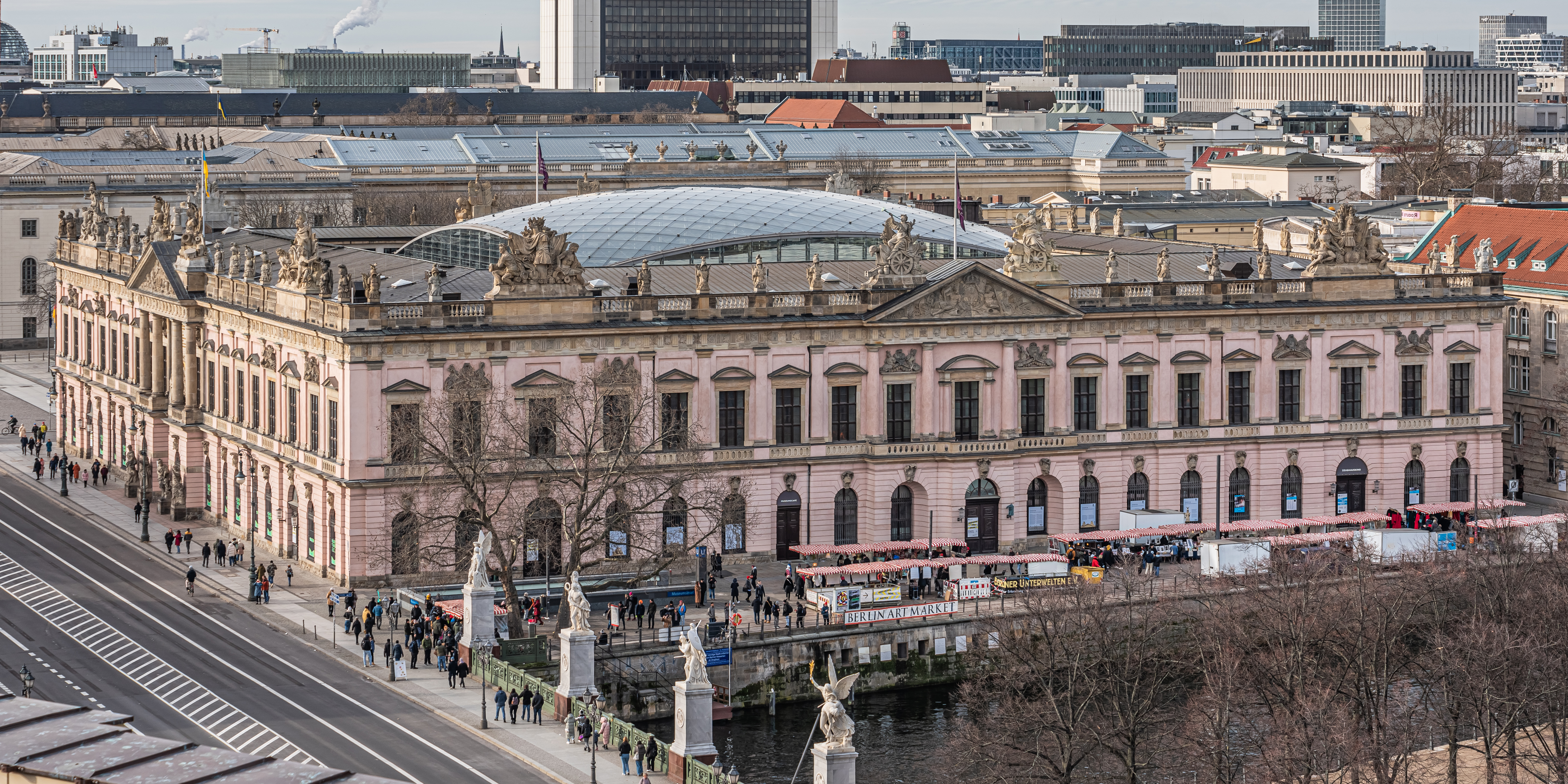
Zeughaus (2023)

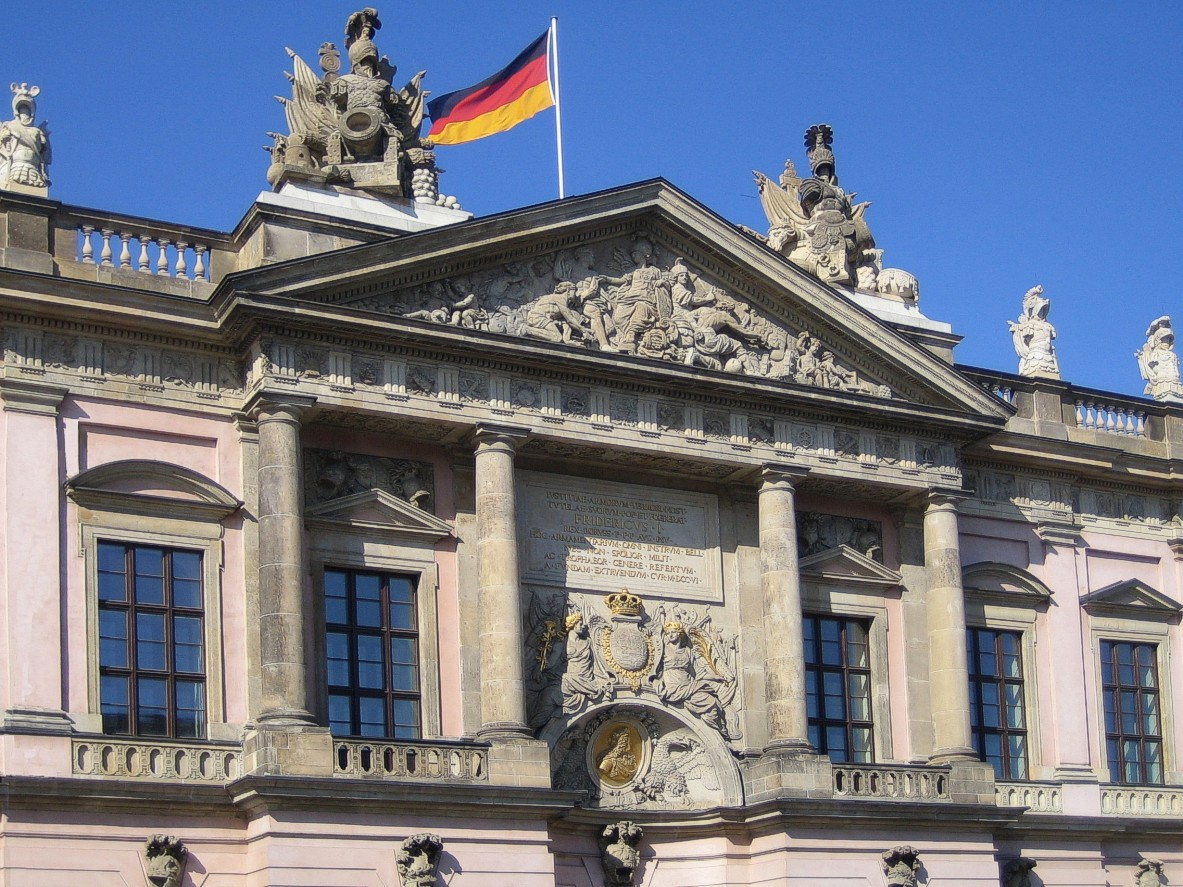
Zeughaus fasad.

Zeughaus är en byggnad på Unter den Linden i Berlin som inhyser Deutsches Historisches Museum
Zeughaus byggdes som vapenarsenal (tyghus) och här lagrades en gång i tiden 150 000 gevär. Byggnaden började uppföras 1694 under ledning av arkitekten Johann Arnold Nering, övertogs därefter av Andreas Schlüter och fick sin slutliga gestalt av Jean de Bodt.